# 阿孔 (阿尔代什省)
阿孔（法語：Accons）是法国阿尔代什省的一个市镇，属于罗讷河畔图尔农区（Tournon-sur-Rhône）勒谢拉尔县（Le Cheylard）。该市镇2009年时的人口为382人。

## 人口
阿孔人口变化图示
| 数据来源：INSEE |